# Mas d'en Jover
El Mas d'en Jover és una masia gòtica de Tarragona inclosa a l'Inventari del Patrimoni Arquitectònic de Catalunya.

## Descripció
Mas molt gran, de tres pisos, amb planta quasi quadrada. Coberta a dos vessants de teules.
Gaudeix d'importants elements exteriors com les finestres, i interiors, com les arcades de pedra treballada d'estil gòtic.
Tancant al davant per al bestiar també té edificis auxiliars.